# Élections générales espagnoles de 2011 dans la Communauté valencienne
Les élections générales espagnoles de 2011 (en espagnol : Elecciones generales de España de 2011) se sont tenues le dimanche 20 novembre 2011 afin d'élire les 350 députés et 208 des 266 sénateurs de la Xe législature des Cortes Generales. 33 députés sont élus dans la Communauté valencienne.

## Résultats
| Parti                  | Parti                                                   | Voix      | %     | +/-   | Sièges | +/-           |
| ---------------------- | ------------------------------------------------------- | --------- | ----- | ----- | ------ | ------------- |
|                        | Parti populaire (PP)                                    | 1 390 233 | 53,32 | 1,73  | 20     | 1             |
|                        | Parti socialiste ouvrier espagnol (PSOE)                | 697 474   | 26,75 | 14,22 | 10     | 4             |
|                        | Gauche plurielle (EUPV-LV)                              | 169 786   | 6,51  | 3,80  | 1      | 1             |
|                        | Union, progrès et démocratie (UPyD)                     | 146 064   | 5,60  | 4,90  | 1      | 1             |
|                        | Coalition Compromís (BNV-IdPV-EV-EE-Equo)               | 125 306   | 4,81  | 3,73  | 1      | 1             |
|                        | Parti animaliste contre la maltraitance animale (PACMA) | 12 508    | 0,48  | 0,33  | 0      | en stagnation |
|                        | Espagne 2000 (E-2000)                                   | 9 266     | 0,36  | 0,22  | 0      | en stagnation |
|                        | Gauche républicaine du Pays valencien (ERPV)            | 7 450     | 0,29  | 0,05  | 0      | en stagnation |
|                        | Parti communiste des peuples d'Espagne (PCPE)           | 4 427     | 0,17  | 0,11  | 0      | en stagnation |
|                        | Sièges en blanc (EB)                                    | 3 972     | 0,15  | Nv.   | 0      | en stagnation |
|                        | Parti humaniste (PH)                                    | 3 003     | 0,12  | 0,09  | 0      | en stagnation |
|                        | Autres partis                                           | 9 054     | 0,35  | -     | 0      | -             |
|                        | Vote blanc                                              | 28 785    | 1,10  | 0,25  |        |               |
|                        |                                                         |           |       |       |        |               |
| Suffrages exprimés     | Suffrages exprimés                                      | 2 607 328 | 98,80 |       |        |               |
| Votes nuls             | Votes nuls                                              | 31 762    | 1,20  |       |        |               |
| Total                  | Total                                                   | 2 639 090 | 100   | -     | 33     | en stagnation |
| Abstention             | Abstention                                              | 918 738   | 25,82 |       |        |               |
| Inscrits/Participation | Inscrits/Participation                                  | 3 557 828 | 74,18 |       |        |               |

### Résultats par provinces

#### Alicante
| Parti                  | Parti                                                   | Voix      | %     | +/-   | Sièges | +/-           |
| ---------------------- | ------------------------------------------------------- | --------- | ----- | ----- | ------ | ------------- |
|                        | Parti populaire (PP)                                    | 489 946   | 55,21 | 2,78  | 8      | 1             |
|                        | Parti socialiste ouvrier espagnol (PSOE)                | 239 318   | 26,97 | 14,15 | 4      | 1             |
|                        | Gauche plurielle (EUPV-LV)                              | 57 677    | 6,50  | 4,24  | 0      | en stagnation |
|                        | Union, progrès et démocratie (UPyD)                     | 49 662    | 5,60  | 4,89  | 0      | en stagnation |
|                        | Coalition Compromís (BNV-IdPV-EV-EE-Equo)               | 27 619    | 3,11  | 2,39  | 0      | en stagnation |
|                        | Parti animaliste contre la maltraitance animale (PACMA) | 4 904     | 0,55  | 0,40  | 0      | en stagnation |
|                        | Gauche républicaine du Pays valencien (ERPV)            | 2 301     | 0,26  | 0,05  | 0      | en stagnation |
|                        | Parti communiste des peuples d'Espagne (PCPE)           | 2 122     | 0,24  | 0,16  | 0      | en stagnation |
|                        | Parti humaniste (PH)                                    | 1 782     | 0,20  | 0,17  | 0      | en stagnation |
|                        | Républicains (RPS)                                      | 1 078     | 0,12  | Nv.   | 0      | en stagnation |
|                        | Unification communiste de l'Espagne (UCE)               | 894       | 0,10  | Nv.   | 0      | en stagnation |
|                        | Vote blanc                                              | 10 124    | 1,14  | 0,33  |        |               |
|                        |                                                         |           |       |       |        |               |
| Suffrages exprimés     | Suffrages exprimés                                      | 887 427   | 98,78 |       |        |               |
| Votes nuls             | Votes nuls                                              | 10 975    | 1,22  |       |        |               |
| Total                  | Total                                                   | 898 402   | 100   | -     | 12     | en stagnation |
| Abstention             | Abstention                                              | 323 707   | 26,49 |       |        |               |
| Inscrits/Participation | Inscrits/Participation                                  | 1 222 109 | 73,51 |       |        |               |

#### Castellón
| Parti                  | Parti                                                   | Voix    | %     | +/-   | Sièges | +/-           |
| ---------------------- | ------------------------------------------------------- | ------- | ----- | ----- | ------ | ------------- |
|                        | Parti populaire (PP)                                    | 156 683 | 52,84 | 3,86  | 3      | en stagnation |
|                        | Parti socialiste ouvrier espagnol (PSOE)                | 87 657  | 29,56 | 14,62 | 2      | en stagnation |
|                        | Gauche plurielle (EUPV-LV)                              | 15 962  | 5,29  | 3,20  | 0      | en stagnation |
|                        | Union, progrès et démocratie (UPyD)                     | 12 008  | 4,05  | 3,49  | 0      | en stagnation |
|                        | Coalition Compromís (BNV-IdPV-EV-EE-Equo)               | 11 890  | 4,01  | 3,00  | 0      | en stagnation |
|                        | Espagne 2000 (E-2000)                                   | 3 687   | 1,24  | 0,91  | 0      | en stagnation |
|                        | Gauche républicaine du Pays valencien (ERPV)            | 1 501   | 0,51  | 0,17  | 0      | en stagnation |
|                        | Parti animaliste contre la maltraitance animale (PACMA) | 1 223   | 0,34  | 0,24  | 0      | en stagnation |
|                        | Parti pirate (Pirata)                                   | 1 001   | 0,34  | Nv.   | 0      | en stagnation |
|                        | Parti communiste des peuples d'Espagne (PCPE)           | 563     | 0,19  | 0,13  | 0      | en stagnation |
|                        | Parti ouvrier socialiste internationaliste (POSI)       | 284     | 0,10  | 0,07  | 0      | en stagnation |
|                        | Unification communiste de l'Espagne (UCE)               | 180     | 0,06  | Nv.   | 0      | en stagnation |
|                        | Vote blanc                                              | 4 146   | 1,40  | 0,32  |        |               |
|                        |                                                         |         |       |       |        |               |
| Suffrages exprimés     | Suffrages exprimés                                      | 296 515 | 98,33 |       |        |               |
| Votes nuls             | Votes nuls                                              | 5 033   | 1,67  |       |        |               |
| Total                  | Total                                                   | 301 548 | 100   | -     | 5      | en stagnation |
| Abstention             | Abstention                                              | 113 013 | 27,26 |       |        |               |
| Inscrits/Participation | Inscrits/Participation                                  | 414 561 | 72,74 |       |        |               |

#### Valence
| Parti                  | Parti                                                   | Voix      | %     | +/-   | Sièges | +/-           |
| ---------------------- | ------------------------------------------------------- | --------- | ----- | ----- | ------ | ------------- |
|                        | Parti populaire (PP)                                    | 743 604   | 52,24 | 0,62  | 9      | en stagnation |
|                        | Parti socialiste ouvrier espagnol (PSOE)                | 370 499   | 26,03 | 14,17 | 4      | 3             |
|                        | Gauche plurielle (EUPV-LV)                              | 96 417    | 6,77  | 3,64  | 1      | 1             |
|                        | Coalition Compromís (BNV-IdPV-EV-EE-Equo)               | 85 797    | 6,03  | 4,70  | 1      | 1             |
|                        | Union, progrès et démocratie (UPyD)                     | 84 394    | 5,93  | 5,20  | 1      | 1             |
|                        | Parti animaliste contre la maltraitance animale (PACMA) | 6 381     | 0,45  | 0,30  | 0      | en stagnation |
|                        | Espagne 2000 (E-2000)                                   | 5 579     | 0,39  | 0,24  | 0      | en stagnation |
|                        | Sièges en blanc (EB)                                    | 3 972     | 0,28  | Nv.   | 0      | en stagnation |
|                        | Gauche républicaine du Pays valencien (ERPV)            | 3 648     | 0,26  | 0,02  | 0      | en stagnation |
|                        | Unis pour Valence (UxV)                                 | 2 210     | 0,16  | 0,09  | 0      | en stagnation |
|                        | Parti communiste des peuples d'Espagne (PCPE)           | 1 742     | 0,12  | 0,07  | 0      | en stagnation |
|                        | Centre démocrate libéral (CDL)                          | 1 543     | 0,11  | Nv.   | 0      | en stagnation |
|                        | Autres partis                                           | 3 085     | 0,22  | -     | 0      | -             |
|                        | Vote blanc                                              | 14 515    | 1,02  | 0,20  |        |               |
|                        |                                                         |           |       |       |        |               |
| Suffrages exprimés     | Suffrages exprimés                                      | 1 423 386 | 98,91 |       |        |               |
| Votes nuls             | Votes nuls                                              | 15 754    | 1,09  |       |        |               |
| Total                  | Total                                                   | 1 439 140 | 100   | -     | 16     | en stagnation |
| Abstention             | Abstention                                              | 482 018   | 25,09 |       |        |               |
| Inscrits/Participation | Inscrits/Participation                                  | 1 921 158 | 74,91 |       |        |               |